# Religionskunskap 1
Religionskunskap 1 är en kurs för gymnasieskolan och vuxenutbildningen i Sverige enligt Gy 2011. Den bygger på religionskunskaper från grundskolan och omfattar 50 gymnasiepoäng. Religionskunskap läses som ett gymnasiegemensamt ämne och efterföljs av Religionskunskap 2.